# پلی بر رودخانه درینا
پلی بر رودخانه درینا (به کرواتی: Na Drini Ćuprija) کتابی ادبی نوشته ایوو آندریچ، نویسندهٔ یوگسلاو و یکی از آثار مشهور ادبی جهان است.
ایوو آندریچ به جهت قدرت حماسی برای به تصویر کشیدن مضامین و سرنوشت‌های انسانی تاریخ کشورش و به ویژه کتاب پلی بر رودخانه درینا برندهٔ جایزه نوبل ادبیات سال ۱۹۶۱ شد.
ترجمه این کتاب به فارسی توسط رضا براهنی در سال ۱۳۴۵ در تهران منتشر شد.